# Grand Prix Formule 1 van China 2024
De Grand Prix Formule 1 van China 2024 werd verreden op 21 april op het Shanghai International Circuit. Het was de vijfde race van het seizoen. 
De Grand Prix van China was de eerste van zes GP-weekeinden dit jaar waarin een "Sprint" gehouden werd. Een "sprint" is bijna hetzelfde als een normale race, met als groot verschil dat de wedstrijd minder lang duurt. De afstand van de sprintrace bedraagt circa 100 kilometer, de wedstrijd is daardoor van korte duur (ongeveer 30 minuten).
Het Grand Prix-weekeinde begint op vrijdag met de eerste vrije training van zestig minuten, daarna volgt de sprintkwalificatie die de startopstelling van de "sprint" bepaalt. 
Op zaterdagmorgen wordt de "sprint" gereden. Daarna volgt de kwalificatie die de de startopstelling bepaalt van de hoofdrace op zondag (inclusief mogelijke gridstraffen) en tevens bepaalt welke coureur de term "poleposition" toegekend krijgt.
Op zondag wordt de hoofdrace gereden over een "normale" Grand Prix afstand (circa 300 kilometer) en de teams hebben een vrije bandenkeuze.

## Vrije training
- Enkel de top vijf wordt weergegeven.

| Pos. | Nr. | Coureur         | Constructeur               | Tijd     |
| ---- | --- | --------------- | -------------------------- | -------- |
| 1    | 18  | Lance Stroll    | Aston Martin-Mercedes      | 1:36.302 |
| 2    | 81  | Oscar Piastri   | McLaren-Mercedes           | 1:36.629 |
| 3    | 1   | Max Verstappen  | Red Bull Racing-Honda RBPT | 1:36.660 |
| 4    | 11  | Sergio Pérez    | Red Bull Racing-Honda RBPT | 1:36.690 |
| 5    | 27  | Nico Hülkenberg | Haas-Ferrari               | 1:37.101 |

## Sprintkwalificatie
Tijdens SQ1 en SQ2 was de baan droog, tijdens SQ3 reden de rijders op intermediate banden op een natte baan.
| Pos.                    | Nr. | Coureur          | Constructeur               | Kwalificatietijden | Kwalificatietijden | Kwalificatietijden | Grid |
| Pos.                    | Nr. | Coureur          | Constructeur               | SQ1                | SQ2                | SQ3                | Grid |
| ----------------------- | --- | ---------------- | -------------------------- | ------------------ | ------------------ | ------------------ | ---- |
| 1                       | 4   | Lando Norris     | McLaren-Mercedes           | 1:36.384           | 1:36.047           | 1:57.940           | 1    |
| 2                       | 44  | Lewis Hamilton   | Mercedes                   | 1:37.181           | 1:36.287           | 1:59.201           | 2    |
| 3                       | 14  | Fernando Alonso  | Aston Martin-Mercedes      | 1:36.883           | 1:36.119           | 1:59.915           | 3    |
| 4                       | 1   | Max Verstappen   | Red Bull Racing-Honda RBPT | 1:36.456           | 1:35.606           | 2:00.028           | 4    |
| 5                       | 55  | Carlos Sainz jr. | Ferrari                    | 1:36.719           | 1:36.052           | 2:00.214           | 5    |
| 6                       | 11  | Sergio Pérez     | Red Bull Racing-Honda RBPT | 1:36.110           | 1:35.781           | 2:00.375           | 6    |
| 7                       | 16  | Charles Leclerc  | Ferrari                    | 1:36.537           | 1:35.711           | 2:00.566           | 7    |
| 8                       | 81  | Oscar Piastri    | McLaren-Mercedes           | 1:36.542           | 1:35.853           | 2:00.990           | 8    |
| 9                       | 77  | Valtteri Bottas  | Kick Sauber-Ferrari        | 1:37.112           | 1:36.056           | 2:01.044           | 9    |
| 10                      | 24  | Zhou Guanyu      | Kick Sauber-Ferrari        | 1:37.544           | 1:36.307           | 2:03.537           | 10   |
| 11                      | 63  | George Russell   | Mercedes                   | 1:37.310           | 1:36.345           |                    | 11   |
| 12                      | 20  | Kevin Magnussen  | Haas-Ferrari               | 1:37.033           | 1:36.473           |                    | 12   |
| 13                      | 27  | Nico Hülkenberg  | Haas-Ferrari               | 1:36.924           | 1:36.478           |                    | 13   |
| 14                      | 3   | Daniel Ricciardo | RB-Honda RBPT              | 1:37.321           | 1:36.553           |                    | 14   |
| 15                      | 18  | Lance Stroll     | Aston Martin-Mercedes      | 1:36.961           | 1:36.677           |                    | 15   |
| 16                      | 10  | Pierre Gasly     | Alpine-Renault             | 1:37.632           |                    |                    | 16   |
| 17                      | 31  | Esteban Ocon     | Alpine-Renault             | 1:37.720           |                    |                    | 17   |
| 18                      | 23  | Alexander Albon  | Williams-Mercedes          | 1:37.812           |                    |                    | 18   |
| 19                      | 22  | Yuki Tsunoda     | RB-Honda RBPT              | 1:37.892           |                    |                    | 19   |
| 20                      | 2   | Logan Sargeant   | Williams-Mercedes          | 1:37.923           |                    |                    | 20   |
| SQ1 107% tijd: 1:42.837 |     |                  |                            |                    |                    |                    |      |
| Bron: formula1.com      |     |                  |                            |                    |                    |                    |      |

## Sprint
Max Verstappen won voor de achtste keer in zijn carrière een sprint.
| Pos.               | Nr. | Coureur          | Constructeur               | Rondes | Tijd / Oorzaak Uitval | Grid | Punten |
| ------------------ | --- | ---------------- | -------------------------- | ------ | --------------------- | ---- | ------ |
| 1                  | 1   | Max Verstappen   | Red Bull Racing-Honda RBPT | 19     | 32:04.660             | 4    | 8S     |
| 2                  | 44  | Lewis Hamilton   | Mercedes                   | 19     | +13.043               | 2    | 7      |
| 3                  | 11  | Sergio Pérez     | Red Bull Racing-Honda RBPT | 19     | +15.258               | 5    | 6      |
| 4                  | 16  | Charles Leclerc  | Ferrari                    | 19     | +17.486               | 7    | 5      |
| 5                  | 55  | Carlos Sainz jr. | Ferrari                    | 19     | +20.696               | 5    | 4      |
| 6                  | 4   | Lando Norris     | McLaren-Mercedes           | 19     | +22.088               | 1    | 3      |
| 7                  | 81  | Oscar Piastri    | McLaren-Mercedes           | 19     | +24.713               | 8    | 2      |
| 8                  | 63  | George Russell   | Mercedes                   | 19     | +25.696               | 11   | 1      |
| 9                  | 24  | Zhou Guanyu      | Kick Sauber-Ferrari        | 19     | +31.951               | 10   |        |
| 10                 | 20  | Kevin Magnussen  | Haas-Ferrari               | 19     | +37.398               | 12   |        |
| 11                 | 3   | Daniel Ricciardo | RB-Honda RBPT              | 19     | +37.840               | 14   |        |
| 12                 | 77  | Valtteri Bottas  | Kick Sauber-Ferrari        | 19     | +38.295               | 9    |        |
| 13                 | 31  | Esteban Ocon     | Alpine-Renault             | 19     | +39.841               | 17   |        |
| 14                 | 18  | Lance Stroll     | Aston Martin-Mercedes      | 19     | +40.299               | 15   |        |
| 15                 | 10  | Pierre Gasly     | Alpine-Renault             | 19     | +40.838               | 16   |        |
| 16                 | 22  | Yuki Tsunoda     | RB-Honda RBPT              | 19     | +41.870               | 19   |        |
| 17                 | 23  | Alexander Albon  | Williams-Mercedes          | 19     | +42.998               | 18   |        |
| 18                 | 2   | Logan Sargeant   | Williams-Mercedes          | 19     | +46.352               | 20   |        |
| 19                 | 27  | Nico Hülkenberg  | Haas-Ferrari               | 19     | +49.630               | 13   |        |
| 20†                | 14  | Fernando Alonso  | Aston Martin-Mercedes      | 17     | Mechanisch            | 3    |        |
| Bron: formula1.com |     |                  |                            |        |                       |      |        |

S Max Verstappen reed in ronde 3 de snelste ronde in 1:40.331 maar in de sprint levert dit geen extra punt op.

† Uitgevallen maar wel geklasseerd omdat er meer dan 90% van de race-afstand werd afgelegd. Fernando Alonso kreeg een straf van 10 seconden voor het veroorzaken van een botsing met Carlos Sainz jr. De straf had geen gevolgen voor zijn positie in de einduitslag omdat hij al als laatste geklasseerd was.

## Kwalificatie
Max Verstappen behaalde de zevenendertigste pole position in zijn carrière.
| Pos.                   | Nr. | Coureur          | Constructeur               | Kwalificatietijden | Kwalificatietijden | Kwalificatietijden | Grid   |
| Pos.                   | Nr. | Coureur          | Constructeur               | Q1                 | Q2                 | Q3                 | Grid   |
| ---------------------- | --- | ---------------- | -------------------------- | ------------------ | ------------------ | ------------------ | ------ |
| 1                      | 1   | Max Verstappen   | Red Bull Racing-Honda RBPT | 1:34.742           | 1:33.794           | 1:33.660           | 1      |
| 2                      | 11  | Sergio Pérez     | Red Bull Racing-Honda RBPT | 1:35.457           | 1:34.026           | 1:33.982           | 2      |
| 3                      | 14  | Fernando Alonso  | Aston Martin-Mercedes      | 1:35.116           | 1:34.652           | 1:34.148           | 3      |
| 4                      | 4   | Lando Norris     | McLaren-Mercedes           | 1:34.842           | 1:34.460           | 1:34.165           | 4      |
| 5                      | 81  | Oscar Piastri    | McLaren-Mercedes           | 1:35.014           | 1:34.659           | 1:34.273           | 5      |
| 6                      | 16  | Charles Leclerc  | Ferrari                    | 1:34.797           | 1:34.399           | 1:34.289           | 6      |
| 7                      | 55  | Carlos Sainz jr. | Ferrari                    | 1:34.970           | 1:34.368           | 1:34.297           | 7      |
| 8                      | 63  | George Russell   | Mercedes                   | 1:35.084           | 1:34.609           | 1:34.433           | 8      |
| 9                      | 27  | Nico Hülkenberg  | Haas-Ferrari               | 1:35.068           | 1:34.667           | 1:34.604           | 9      |
| 10                     | 77  | Valtteri Bottas  | Kick Sauber-Ferrari        | 1:35.169           | 1:34.769           | 1:34.665           | 10     |
| 11                     | 18  | Lance Stroll     | Aston Martin-Mercedes      | 1:35.334           | 1:34.838           |                    | 11     |
| 12                     | 3   | Daniel Ricciardo | RB-Honda RBPT              | 1:35.443           | 1:34.934           |                    | 12     |
| 13                     | 31  | Esteban Ocon     | Alpine-Renault             | 1:35.356           | 1:35.223           |                    | 13     |
| 14                     | 23  | Alexander Albon  | Williams-Mercedes          | 1:35.384           | 1:35.241           |                    | 14     |
| 15                     | 10  | Pierre Gasly     | Alpine-Renault             | 1:35.287           | 1:35.463           |                    | 15     |
| 16                     | 24  | Zhou Guanyu      | Kick Sauber-Ferrari        | 1:35.505           |                    |                    | 16     |
| 17                     | 20  | Kevin Magnussen  | Haas-Ferrari               | 1:35.516           |                    |                    | 17     |
| 18                     | 44  | Lewis Hamilton   | Mercedes                   | 1:35.573           |                    |                    | 18     |
| 19                     | 22  | Yuki Tsunoda     | RB-Honda RBPT              | 1:35.746           |                    |                    | 19     |
| 20                     | 2   | Logan Sargeant   | Williams-Mercedes          | 1:36.358           |                    |                    | Pit *1 |
| Q1 107% tijd: 1:41.373 |     |                  |                            |                    |                    |                    |        |
| Bron: formula1.com     |     |                  |                            |                    |                    |                    |        |

*1 Logan Sargeant moest vanuit de pit starten omdat er aan zijn wagens is gewerkt onder Parc fermé condities.

## Wedstrijd
Max Verstappen behaalde de achtenvijftigste Grand Prix-overwinning in zijn carrière.
| Pos.               | Nr. | Coureur          | Constructeur               | Rondes | Tijd / Oorzaak Uitval | Grid | Punten |
| ------------------ | --- | ---------------- | -------------------------- | ------ | --------------------- | ---- | ------ |
| 1                  | 1   | Max Verstappen   | Red Bull Racing-Honda RBPT | 56     | 1:40:52.554           | 1    | 25     |
| 2                  | 4   | Lando Norris     | McLaren-Mercedes           | 56     | +13.773               | 4    | 18     |
| 3                  | 11  | Sergio Pérez     | Red Bull Racing-Honda RBPT | 56     | +19.160               | 2    | 15     |
| 4                  | 16  | Charles Leclerc  | Ferrari                    | 56     | +23.623               | 6    | 12     |
| 5                  | 55  | Carlos Sainz jr. | Ferrari                    | 56     | +33.983               | 7    | 10     |
| 6                  | 63  | George Russell   | Mercedes                   | 56     | +38.724               | 8    | 8      |
| 7                  | 14  | Fernando Alonso  | Aston Martin-Mercedes      | 56     | +43.414               | 3    | 7S     |
| 8                  | 81  | Oscar Piastri    | McLaren-Mercedes           | 56     | +56.198               | 5    | 4      |
| 9                  | 44  | Lewis Hamilton   | Mercedes                   | 56     | +57.986               | 18   | 2      |
| 10                 | 27  | Nico Hülkenberg  | Haas-Ferrari               | 56     | +1:00.476             | 9    | 1      |
| 11                 | 31  | Esteban Ocon     | Alpine-Renault             | 56     | +1:02.812             | 13   |        |
| 12                 | 23  | Alexander Albon  | Williams-Mercedes          | 56     | +1:05.506             | 14   |        |
| 13                 | 10  | Pierre Gasly     | Alpine-Renault             | 56     | +1:09.223             | 15   |        |
| 14                 | 24  | Zhou Guanyu      | Kick Sauber-Ferrari        | 56     | +1:11.689             | 16   |        |
| 15                 | 18  | Lance Stroll     | Aston Martin-Mercedes      | 56     | +1:22.786             | 11   |        |
| 16                 | 20  | Kevin Magnussen  | Haas-Ferrari               | 56     | +1:27.533 *1          | 17   |        |
| 17                 | 2   | Logan Sargeant   | Williams-Mercedes          | 56     | +1:35.110 *2          | Pit  |        |
| DNF                | 3   | Daniel Ricciardo | RB-Honda RBPT              | 33     | Vloerschade           | 12   |        |
| DNF                | 22  | Yuki Tsunoda     | RB-Honda RBPT              | 26     | Botsing               | 19   |        |
| DNF                | 77  | Valtteri Bottas  | Kick Sauber-Ferrari        | 19     | Motor                 | 10   |        |
| Bron: formula1.com |     |                  |                            |        |                       |      |        |

S Fernando Alonso reed voor de vijfentwintigste keer in zijn carrière een snelste ronde en behaalde hiermee een extra punt.

*1 Kevin Magnussen eindigde de wedstrijd als vijftiende maar kreeg een tijdstraf van tien seconden voor het veroorzaken van een botsing met Yuki Tsunoda.

*2 Logan Sargeant kreeg een tijdstraf van tien seconden voor het niet volgen van de safety car regels, dit had geen gevolgen voor de positie in de einduitslag.

## Tussenstanden wereldkampioenschap
Betreft tussenstanden voor het wereldkampioenschap na afloop van de race.

### Coureurs
| Pos. | Nr. | Coureur          | Constructeur               | Punten |
| ---- | --- | ---------------- | -------------------------- | ------ |
| 1    | 1   | Max Verstappen   | Red Bull Racing-Honda RBPT | 110    |
| 2    | 11  | Sergio Pérez     | Red Bull Racing-Honda RBPT | 85     |
| 3    | 16  | Charles Leclerc  | Ferrari                    | 76     |
| 4    | 55  | Carlos Sainz jr. | Ferrari                    | 69     |
| 5    | 4   | Lando Norris     | McLaren-Mercedes           | 58     |
| 6    | 81  | Oscar Piastri    | McLaren-Mercedes           | 38     |
| 7    | 63  | George Russell   | Mercedes                   | 33     |
| 8    | 14  | Fernando Alonso  | Aston Martin-Mercedes      | 31     |
| 9    | 44  | Lewis Hamilton   | Mercedes                   | 19     |
| 10   | 18  | Lance Stroll     | Aston Martin-Mercedes      | 9      |
| 11   | 22  | Yuki Tsunoda     | RB-Honda RBPT              | 7      |
| 12   | 38  | Oliver Bearman   | Ferrari                    | 6      |
| 13   | 27  | Nico Hülkenberg  | Haas-Ferrari               | 4      |
| 14   | 20  | Kevin Magnussen  | Haas-Ferrari               | 1      |
| 15   | 23  | Alexander Albon  | Williams-Mercedes          | 0      |
| 16   | 31  | Esteban Ocon     | Alpine-Renault             | 0      |
| 17   | 24  | Zhou Guanyu      | Kick Sauber-Ferrari        | 0      |
| 18   | 3   | Daniel Ricciardo | RB-Honda RBPT              | 0      |
| 19   | 10  | Pierre Gasly     | Alpine-Renault             | 0      |
| 20   | 77  | Valtteri Bottas  | Kick Sauber-Ferrari        | 0      |
| 21   | 2   | Logan Sargeant   | Williams-Mercedes          | 0      |

### Constructeurs
| Pos. | Constructeur               | Punten |
| ---- | -------------------------- | ------ |
| 1    | Red Bull Racing-Honda RBPT | 195    |
| 2    | Ferrari                    | 151    |
| 3    | McLaren-Mercedes           | 96     |
| 4    | Mercedes                   | 52     |
| 5    | Aston Martin-Mercedes      | 40     |
| 6    | RB-Honda RBPT              | 7      |
| 7    | Haas-Ferrari               | 5      |
| 8    | Williams-Mercedes          | 0      |
| 9    | Alpine-Renault             | 0      |
| 10   | Kick Sauber-Ferrari        | 0      |